# 空运特快

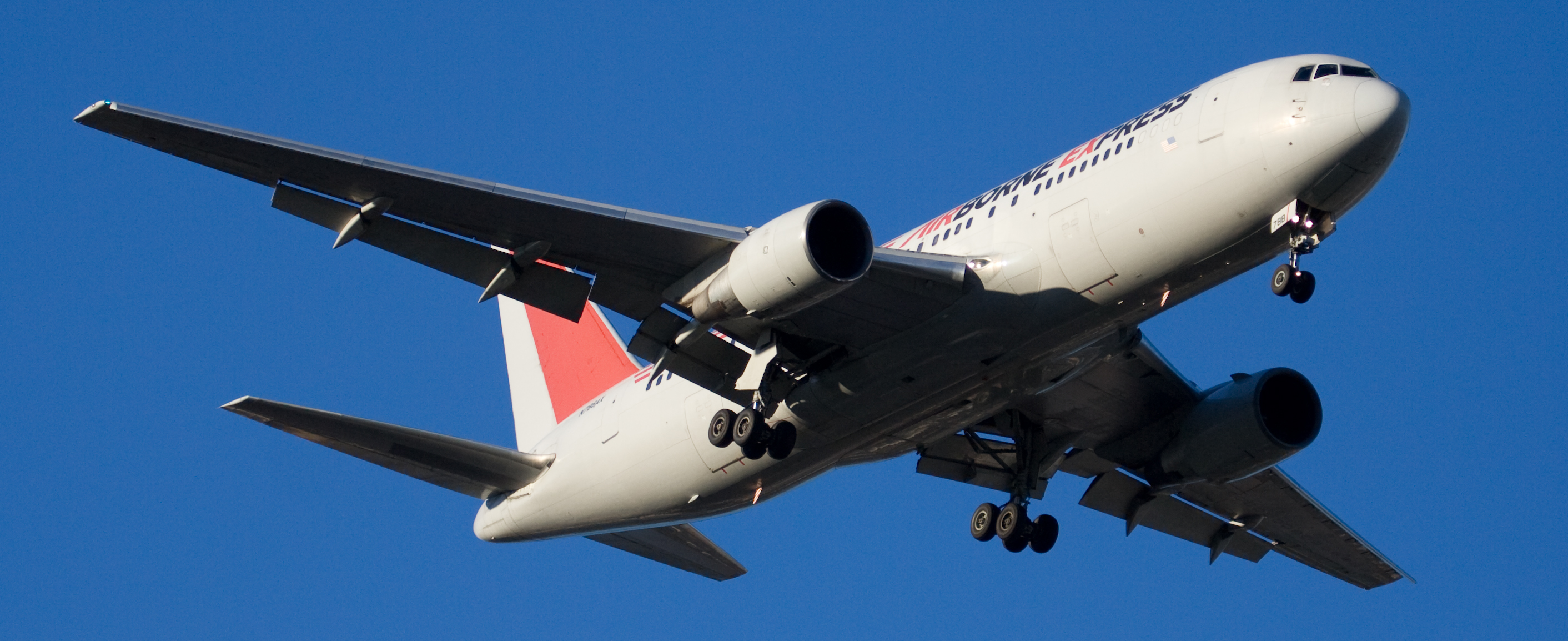
空运特快 767

空运特快，又译安邦快递，曾是美国一家快递服务公司与货运航空公司，总部位于华盛顿州西雅图，其主要航空枢纽位于俄亥俄州威尔明顿。该公司成立于1946年，最初名为“加州航空花卉运输协会”（Airborne Flower Traffic Association of California），专门从事从夏威夷州向美国本土空运花卉的业务。2003年，空运特快被国际物流巨头DHL收购。在被收购前，空运特快曾发展为美国第三大私营快递企业，规模仅次于联邦快递（联邦快递航空）与联合包裹服务（United Parcel Service，UPS）。

## 历史

### 早期阶段（1946年—1980年）
空运特快在成立后的前22年发展缓慢。但在1968年，当时名为安邦货运公司（Airbourne Freight Company）开始进行重大变革。其关联企业航空货运设备公司（Air Cargo Equipment Corporation）研发并获得专利的“C型货柜”（因截面呈C形得名），这种特殊窄体集装箱显著提升了大型喷气式货机的空间利用率。该设计无需改造货舱门即可使用，为采用该技术的货运公司节省大量成本。此时仍以加州空运特快（Airborne of California）为名的公司，通过与西雅图太平洋航空货运公司合并，将总部北迁至西雅图并更名为空运特快货运公司（Airborne Freight Corporation），此名称沿用至1980年。

### 快速发展期（1980年—2003年）
- 1980年：收购中西部航空包机公司（Midwest Air Charter）后更名为空运特快公司。[3]该公司通过收购威尔明顿的克林顿县空军基地创造历史，成为全球首家拥有并运营机场的航空公司。同期购入多架经货改装的NAMC YS-11双发涡桨飞机。此后俄亥俄州威尔明顿成为公司主要货运枢纽。[4]
- 1988年：通过收购天空速递（Sky Courier，现DHL当日达）并与各地物流承包商合作，推出当日达服务。所有外包车辆（多为厢式货车）及司机均采用公司标志性的灰、红、黑三色涂装与制服[5][需要較佳来源]。此时效仿联邦快递“P2”服务推出更具价格优势的隔日达业务。[6]
- 1989年：公司更名为阿比克斯航空（ABX Air）。[7]
- 1991年：获得沃尔沃等三大企业嘉奖。1992年推出“Flight-Ready SM”预付快递信封系统。[8]
- 1993年：建立航空物流系统（ALS），提供仓储配送一体化服务。
- 1994年：成立海运事业部，与ALS共同为特艺彩色实验室开发1944年以来的首个新型胶片配送系统。同期与越南建立业务关系。
- 1995年：扩建威尔明顿机场第二条跑道，引入波音767货机。由安邦联盟集团（Airborne Alliance Group）统筹多部门运作。
- 1996年：股价增长三倍，促成1998年2月的二比一拆股。同年成立安邦经纪服务（Airborne Brokerage Services）经纪子公司。
- 1998年：首度入选《财富》500强。首架波音767（共订购30架）交付威尔明顿，获《商业消费者指南》奖项。
- 1999年：与美国邮政总局建立“Airborne@Home”联盟。
- 2000年：卡尔·唐纳威（Carl Donaway）出任总裁推动管理改革，同年推出公司史上首个地面运输服务。
- 2001年：新增陆运服务及"10:30AM晨间达"。官网推出中小企业服务中心和eCourier电子快递系统。
- 2003年8月14日：股东批准被比利时布鲁塞尔的DHL（隶属德国邮政集团）收购，次日完成交易。DHL保留地面业务，航空业务分拆为独立公司阿比克斯航空。

## 航空事故
空运特快共发生7起航空事故，其中6起为全机损毁，2起造成人员死亡。
- 1979年6月11日：中西部航空包机公司（Midwest Air Charter）代运营的一架德哈维兰Dove在圣路易斯兰伯特国际机场发生机腹着陆。机组2人幸存，但飞机结构性损坏报废。[10]
- 1980年6月19日：一架卡拉维尔VI-R型客机在亚特兰大市立机场（现哈茨菲尔德-杰克逊亚特兰大国际机场）遭遇硬着陆，左主起落架断裂。事故系受前方洛克希德L-1011三星式客机尾流湍流影响所致，机上4人（3机组以及1乘客）生还，机体严重损毁并报废。[11]
- 1985年2月5日：一架麦道DC-9型货机从费城国际机场起飞后失事。2名飞行员生还，机体严重损毁并报废。[12]
- 1987年8月20日：空运特快124号航班（DC-9-31型）在斯图尔特国际机场09/27跑道滑行时，遭遇艾默里全球（由Rosenbalm Aviation代运营）的DC-8-63F货机未经许可同跑道着陆。DC-8机翼撞击DC-9尾部，两机经修复后继续服役，无人员伤亡。[13]
- 1990年1月29日：一架塞斯纳208从伯灵顿国际机场起飞后坠毁，飞行员与乘客双亡。此为该公司首起致命事故，调查认定超载与起飞前未除冰构成主因。[14]
- 1992年3月6日：一架NAMC YS-11A在训练飞行中因机组忘放起落架，在威尔明顿-艾尔伯恩航空园机腹着陆报废，3名机组生还。[15]
- 1996年12月22日：827号班机（执飞机型为道格拉斯DC-8-63F）在弗吉尼亚州纳罗斯市进行试飞时坠毁，机上6人全数遇难，系该公司伤亡最惨重事故。[16][17]